# Leptotarsus neali
Leptotarsus neali är en tvåvingeart som beskrevs av Oosterbroek 1989. Leptotarsus neali ingår i släktet Leptotarsus och familjen storharkrankar. Inga underarter finns listade i Catalogue of Life.